# Rheingold (Goldwäsche)
Rheingold bezeichnet das Gold, das im Fluss Rhein früher gewaschen wurde und noch gewaschen wird. Meist wurde es zu Münzen und Medaillen verarbeitet. Seltener entstanden daraus Goldschmiedearbeiten.

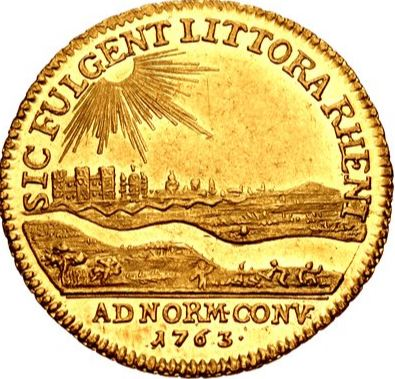
Rheingolddukaten

## Geschichte
Bereits die Kelten wuschen Gold für Regenbogenschüsselchen aus den Vorkommen am Rhein, später Römer und Germanen. Ihren Höhepunkt erreichten die Ausbeuten während der Arbeiten zur Rheinbegradigung durch die hierdurch ausgelösten umfangreichen Umlagerungen: 1831 wurden in Baden 13 und in der bayerischen Pfalz fünf Kilogramm Rheingold abgeliefert. Laut der badischen Volkszählung von 1838 gab es am rechten Rheinufer 400 Goldwäscher. Es bestand zwar eine Ablieferungspflicht, wegen der gegenüber den Marktpreisen niedrigen Vergütung rechnen Historiker jedoch mit erheblichem Schwarzhandel und mit einer Gesamtgewinnung vom Dreifachen der Ablieferung. Der Abschluss der Rheinregulierung beendete jedoch auch die hochwasserbedingten Umlagerungen. Der Bedeutungsverlust des Nebenproduktes Streusand zu Schreibzwecken kam hinzu. Die Goldwäscherei im Rhein kam zum Erliegen: 1860 wurden in Bayern gerade noch 56 Gramm abgeliefert, in Baden letztmals 1874 90 Gramm. Aus der Geschichte der Nutzung des Rheins war die Gewinnung von Gold aus dem Sand des Rheins zur Prägung von Rheingolddukaten besonders von numismatischer Bedeutung. Sie sind durch die Umschrift wie zum Beispiel EX AURO RHENI (= aus dem Gold des Rheins) oder SIC FULGENT LITTORA RHENI (= so glänzen die Ufer des Rheins) erkennbar. Die letzten wurden 1863 geprägt.
1863 gab der bayerische Staat sein Goldregal auf. Letzter Goldwäscher war Johann Ganninger, der bei Speyer und Philippsburg arbeitete. Normalerweise wurden am Tag in neun Arbeitsstunden vier Tonnen Sand gewaschen und erbrachten ein Gramm Gold. Johann Ganningers Waschbank mit allen Zusatzgeräten wird im Historischen Museum der Pfalz in Speyer aufbewahrt.

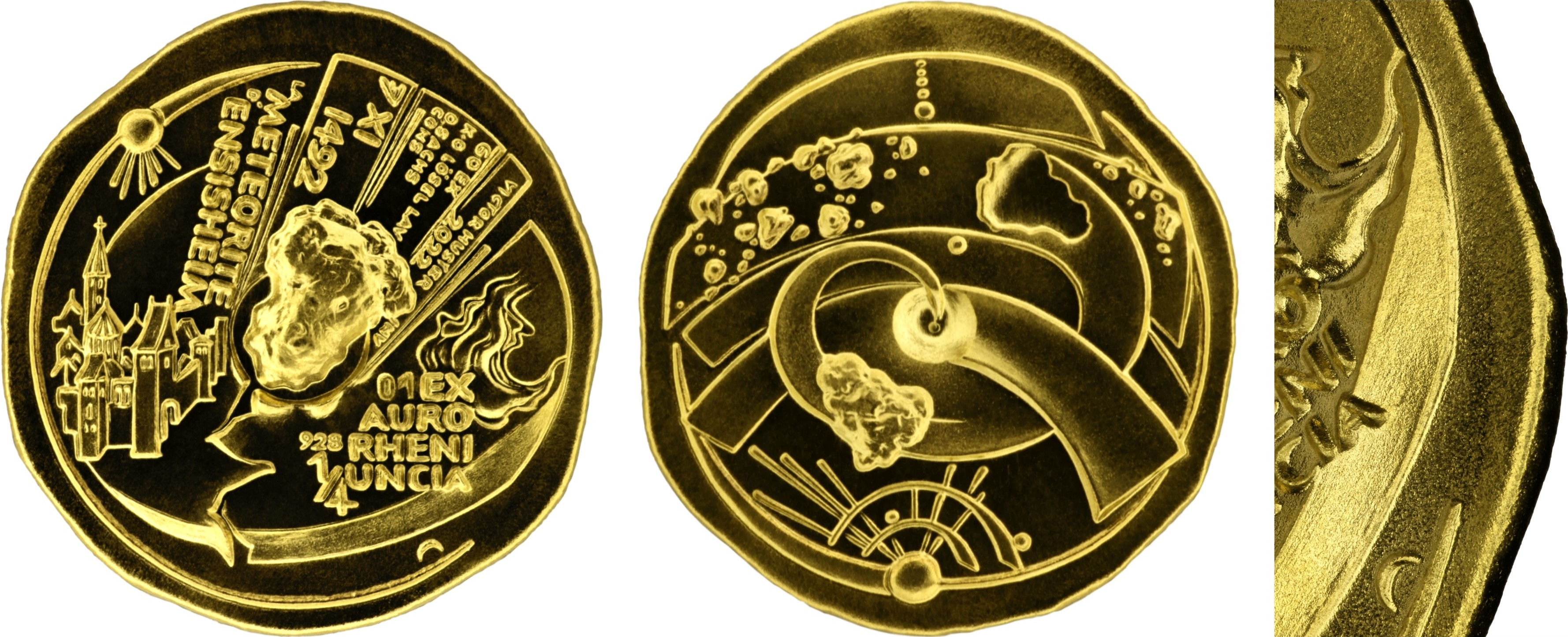
Moderne Rheingoldmedaille „Meteorit von Ensisheim 1492–2022“

Erst 130 Jahre später erfolgten wieder erstmals Prägungen aus natürlichem Rheingold. 1993 entstand auf Initiative des Goldwäschers Horst Meder (Karlsruhe) die Medaille „Rheingoldausbeutedukat – Karlsruher Mineraliensammler“. In den folgenden Jahren wurde eine ganze Serie von Geprägen aus natürlichem Rheingold hergestellt. Dies hängt auch mit der Entwicklung einzelner Patente zur nachgeschalteten Gewinnung von Naturgold beim Sortierungsprozess von Kies und Sand zusammen. Dadurch konnten sogar einzelne Medaillen sortenrein aus dem Waschgold einzelner Kieswerke hergestellt werden. Zu ihnen zählt beispielsweise die Medaille „Meteorit von Ensisheim 1492-2022“. Hier bestehen die Nummern 01 bis 05 ausschließlich aus Rheingold, welches direkt in der Umgebung von Ensisheim (Elsass) gewonnen und zu dieser Medaille verarbeitet wurde.

## Herkunft
Der größte Teil des heute in den Sedimenten des Rheins vorkommenden Goldes wurde bereits in den Eiszeiten im Rheintal abgelagert. Da der Bodensee als Sedimentfalle wirkt, kann heute nur noch ein Eintrag über die Kleine Emme durch Aare und Reuss erfolgen. Ein verhältnismäßig kleiner Teil gelangt durch die Verwitterung der Grundgebirge von Schwarzwald und Vogesen in die Sedimente des Rheins. Das Auswaschen des Rheingoldes lohnte sich am Rhein erst ab der Aaremündung bei Koblenz (Aargau) und Waldshut-Tiengen. Bei abnehmender Fließgeschwindigkeit setzen sich zunächst größere Goldpartikel und schließlich Goldflitter wieder im Flussschotter ab. Im Oberrhein sind daher bis zum Durchbruch durch das Rheinische Schiefergebirge Goldgehalte von 0,1 bis 20 Milligramm je Kubikmeter Rheinschotter vorhanden.

## Gewinnung

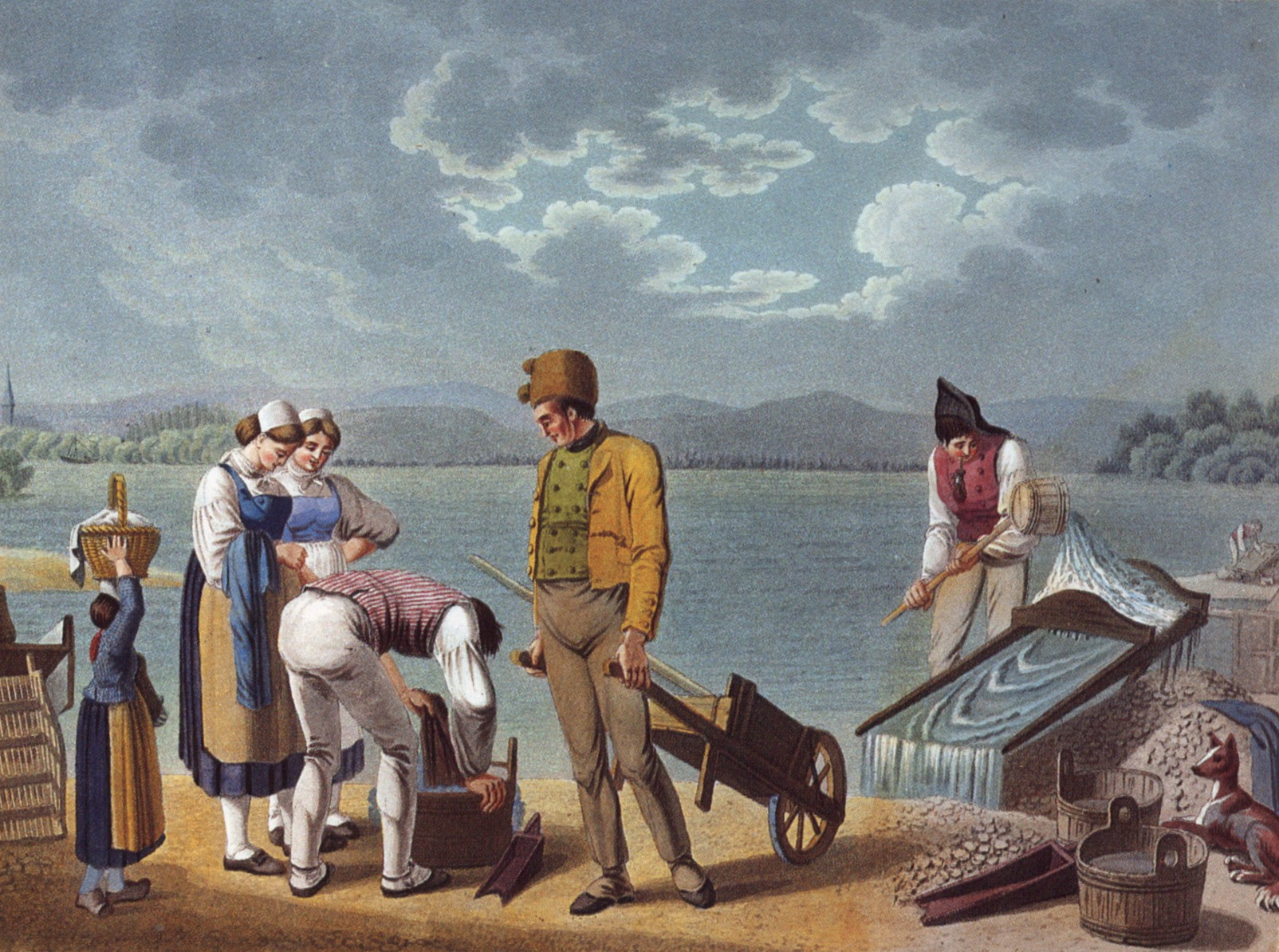
Die Gewinnung von Rheingold bei Karlsruhe (um 1825)

Bis zur 1817 bis 1866 durch Johann Gottfried Tulla vorgenommenen Rheinbegradigung reicherte sich das Gold immer wieder nach Hochwasserereignissen in Flussseifen von maximal zehn bis 20 Zentimeter Mächtigkeit und 200 bis 300 Quadratmeter Fläche an, wo es bei ungefähr um das Tausendfache erhöhten Gehalten von 0,25 bis 0,45 Gramm je Tonne durch Goldwaschen wirtschaftlich gewinnbar war. Die ergiebigsten Seifen entstanden nach mäßigen, langsam abfließenden Hochwassern. Mancherorts erinnern noch Ortsnamen wie „Goldscheuer“  an die vergangene Goldwäscherei.
Die wirtschaftliche Gewinnung dieses Goldes als Nebenprodukt des Kiessandabbaus ist schwierig und wurde erstmals erfolglos von 1939 bis 1943 mit dem Goldbagger Rheingold versucht. Erst in den letzten Jahren erfuhr die Gewinnung von Rheingold eine Renaissance. Dies ist eine unmittelbare Folge des seit 2000 kontinuierlich gestiegenen Goldpreises. Neben einigen Goldwäschern, die in Kooperation mit verschiedenen Kieswerken Rheingold gewaschen haben, wurde vor allem die mechanisierte Rheingoldgewinnung in einem Kieswerk der Holcim-Gruppe in der Presse bekannt. Mittlerweile wird naturbelassenes Rheingold durch die Firma "Kai Lösel Schwerkonzentratgewinnung (RIVERGOLD) in Kooperation mit verschiedenen Kieswerksbetreibern, aber auch von den großen Baustoffproduzenten selbst (z. b. Holcim AG, RMKS Rhein Main Kies und Splitt GmbH & Co. KG) als Beiprodukt des Kies- und Sandabbaus gewonnen. Es gibt hierfür verschiedene, neuere Patentanmeldungen, die letztlich alle nach dem Klassieren (Verfahrenstechnik) von Kies und Sand  einen weiteren Verfahrensschritt zur Gewinnung des goldhaltigen Schwermineralkonzentrates anhängen.
Trotz dieser neuen Entwicklungen war und ist die Gewinnung von natürlichem Rheingold technisch äußerst anspruchsvoll. Das liegt an der sehr geringen Größe und dem minimalen Gewicht der einzelnen, fast schon puderartigen Rheingold-Flitterchen. Im Mittel liegt das Gewicht der einzelnen Flitterchen bei durchschnittlich 0,006 Milligramm, so dass rund 165.000 Stück erst ein Gramm ergeben. Nur selten finden sich körnige, plattige und drahtähnliche Teilchen bis zu 10 Milligramm, sogenanntes „grobes Gold“. Vereinzelt kommen kleine Goldteilchen von etwa 2,3 Milligramm vor. 1849 fand man im Bereich der Ill bei Straßburg ein Geröllstück, bestehend aus Quarz, ungefähr in Form und Größe eines Hühnereies, das stolze 17 Gramm Gold enthielt. Generell nimmt auch die Größe der Rheingold-Flitterchen mit steigender Transportweite von Basel nach Karlsruhe und Speyer merklich ab.